# Тіт Манлій Імперіос Торкват
Тит Ма́нлій Імпе́ріос Торква́т (лат. Titus Manlius Imperiosus Torquatus, близько 390/388 років до н. е. — після 320 до н.е.) — політичний та військовий діяч Римської республіки, консул 347, 344 і 340 років до н. е.

## Життєпис
Походив з патриціанського роду Манліїв. Син Луція Манлія Капітоліна Імперіоса, диктатора 363 року до н. е. Тита Манлія через уповільнений розвиток розумових здібностей й мови батько відправив до заміського маєтку. Але коли Тит почув, що батька його викликав на суд народний трибун Марк Помпоній, він уночі вирушив до Риму. Домігшись таємної розмови з трибуном, він, погрожуючи йому оголеним мечем, нагнав страху, чим змусив його скасувати своє звинувачення стосовно Луція Манлія. Тим самим Тит Манлій заробив значний авторитет й у цьому ж році його було обрано військовим трибуном.
У 361 році до н. е. брав участь у війні проти галів, на чолі римського війська був диктатор Тит Квінкцій Пен Капітолін Криспін. Зустріч ворожих військ відбулася біля Анієна. Очільники галів запропонували вирішити протистояння за допомогою змагання поміж своїми найхоробрішими вояками. З боку римлян вийшов Тит Манлій. У герці він переміг галльського вояка, після чого зняв з нього й одяг на себе намисто. Звідси його агномен — «Торкват», тобто «намисто».
У 353 році до н. е. Тита Манлія було призначено диктатором для ведення війни з містами Тарквінії та Цере, з чим він з успіхом впорався. У 349 році до н. е. його знову призначено диктатором для проведення консульських коміцій. Також йому було доручено оборону Риму від нападу галів.
У 347 році до н. е. Тита Манлія було обрано консулом разом з Гаєм Плавцієм Венноном Гіпсеоном. Під час своєї каденції підтримав законопроєкт щодо зміни умов видачі позик, а також запровадження пенсій для військових ветеранів. У 344 році до н. е. Тита Манлія було вдруге обрано консулом, цього разу разом з Гаєм Марцієм Рутілом. Тоді Анлій висвятив храм Юнони Монети.
У 340 році до н. е. Тита Манлія було втретє обрано консулом, цього разу разом з Публієм Децієм Мусом. Він очолював римську армію під час Другої Латинської війни. За переказами під час таборування при Трифані консули у сні побачили віщування, що перемогу отримує той, чий командувач загине. Вони вирішили принести у жертву того, чий прапор першим відступить у бою. При цьому вийшла заборона легіонерам вступати у бій. Але син Торквата — Тит Манлій, який очолював римську розвідку, вступив у боротьбу з ворожим вояком Геміном Месцієм. Тит Манлій переміг і тріумфально повернувся у римській табір. Втім за порушення дисципліни Тит Манлій Імперіос Торкват наказав стратити сина. Це тільки посилило дисципліну. Під час вирішальної битви прапор Деція Муса почав відступати й той пожертвував собою, своєю чергою Торкват перейшов в атаку й здобув повну перемогу. По поверненню Тит Манлій склав свої повноваження раніше свого терміну, кажучи, що ані він не зможе перенести всіх пороків народу, ані народ його суворості.
У 320 році до н. е. його було призначено диктатором для проведення виборів консулів внаслідок поразки римлян від самнітів у Кавдинській ущелині. З того часу про подальшу долю Тита Манлія Імперіоса Торквата згадок немає.

## Родина
- Тит Манлій Торкват